# У вас є дві корови

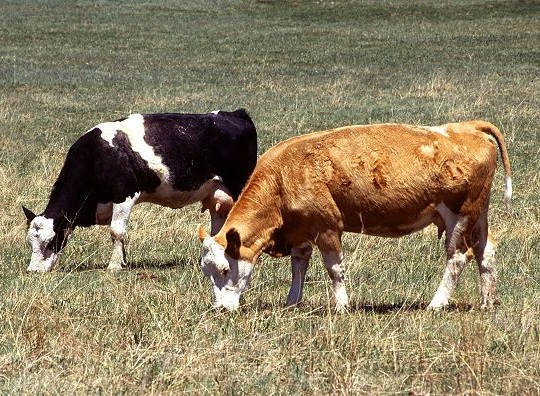
Ось ваші дві корови…

У вас є дві корови … — початок фрази жартівливого означення політичних та економічних устроїв. Є прикладом студентського гумору.

## Історія
Фрази про двох корів відомі з 1944 року й походять із середовища американських школярів, де є вступний курс з економіки. Основи економіки там показані на прикладі фермера, що розпоряджається своїми коровами та молоком. У пародіях з коровами, молоком чи й самим фермером стається певна стереотипна ситуація, приписувана тому чи іншому політичному режиму. Канадський письменник і журналіст Білл Шерк вважав, що такі пародії існували ще в 1936 році.

## Приклади пародій
Пародії будуються за принципом розміщення фермера з його коровами в різних політичних та економічних моделях, та що з ним і коровами при цьому відбувається.
Приклади пародій:
- Демократія. У вас є дві корови. За результатами голосування 2:1 забороняють всі м'ясні та молочні продукти. Ви банкрутієте.
- Християнська демократія. У вас є дві корови. Ви залишаєте собі одну, а іншу віддаєте своєму ближньому.
- Соціалізм (ідеалістичний). У вас є дві корови. Уряд забирає їх, розміщує на фермі разом з коровами інших громадян і віддає Вам стільки молока, скільки вам потрібно.
- Соціалізм (бюрократичний). У вас є дві корови. Уряд забирає їх, розміщує на фермі разом з коровами інших громадян. За ними доглядають колишні власники курятників. Ви повинні доглядати за курами, які було відібрано у власників курятників. Держава видає вам стільки молока і яєць, скільки, відповідно до постанов, вам має бути потрібно.
- Комунізм. У вас є дві корови. Держава забирає обох і дає вам трохи молока. Корови потім здихають через недбальство.
- Капіталізм (ідеалістичний). У вас є дві корови. Ви продаєте одну і купуєте бугая. Поголів'я корів швидко збільшується і господарство зростає. В кінці ви його продаєте і виходите на пенсію на зароблені при цьому кошти.
- Капіталізм (олігархічний). У вас є дві корови. Вас заганяють в борги. Вас змушують продати корови за копійки олігарху, щоб віддати борги. Олігарх розміщує їх на фермі разом з коровами «купленими» у інших громадян. Щоб вижити ви працюєте на фермі, доячи корів для олігарха. Працюєте, поки не вмираєте від старості й хвороб. Пенсія не заборонена, але дожити до неї нереально.
- Лібертаріанство. У вас є дві корови. Вони пасуться і дояться самі по собі.
- Тоталітаризм. У вас є дві корови. Уряд забирає їх обох, заперечує факт їхнього існування, а вас призиває в армію. Молоко заборонено.
- Фашизм. У вас є дві корови. Держава забирає їх обох і потім вони здихають на війні.
- Нацизм. У вас є дві корови. Держава забирає їх обох, а вас розстрілює. Корови потім здихають на війні.
- Бюрократизм. У вас є дві корови. Держава забирає їх обох, вбиває одну з них, доїть іншу, а молоко потім виливає, бо перевищено квоти.
- Французька компанія. У вас є дві корови. Ви виходите на страйк і барикадуєте вулицю, тому що хочете мати три корови.
- Італійська компанія. У вас є дві корови, але ви не знаєте де вони. Ви йдете на обід.
- Німецька компанія. У вас є дві корови. Ви проводите реінжиніринг корів, добиваючись того, щоб вони жили 100 років, їли раз на місяць і самі себе доїли.
- Швейцарська компанія. У вас є 5000 корів. Жодна з них вам не належить. Ви просто знімаєте плату за їхнє зберігання з власників.
- Японська компанія. У вас є дві корови. Ви проводите редизайн, аби вони були встотню разів менші, а доїлися вдесятеро більше. Потім робите мультик про розумну корову «Коровомон» і продаєте його по всьому світу.
- Китайська корпорація. У вас є дві корови. Їх доять 300 людей. Ви заявляєте, що у вас найвища в світі зайнятість населення. Ви заарештовуєте журналіста, який зробив доповідь про це.
- Російська компанія. У вас є дві корови. Ви перераховуєте їх і виявляєте, що маєте п'ятьох корів. Перераховуєте знову і їх виявляється сорок дві. Рахуєте знову і їх стає дві. Ви припиняєте рахувати і відкриваєте наступну пляшку горілки.
- Сюрреалізм. У вас є дві жирафи. Уряд вимагає аби ви взяли уроки гри на губній гармошці. Аж раптом вискакує акула, але ви не зважайте і продовжуйте.